# Thegn
El terme thegn, també thane, o thayn, és un títol dins del thanage, un sistema de noblesa anterior als pars.
A l'Anglaterra anglosaxona, s'aplicava comunament als seguici aristocràtic d'un rei o noble superior i, més generalment, a aquells per sota del rang d'ealdorman, o alt reeve. També es va utilitzar a l'Escandinàvia medieval per a una classe de criats.

## Diferències entre el Thanage i els Pars
Per entendre el sistema és important tenir en compte que té prínceps nobles i prínceps reials. "Ætheling" es refereix als fills biològics dels Cyning (Sobirà) i, per tant, al que a la noblesa moderna s'anomenarien prínceps reials; tanmateix, no tenien cap autoritat formal com a tal per llei al Thanage i, per tant, van ser superats pels prínceps designats pel sobirà (King's Thanes).
L'autoritat potencial dels Ætheling depenia, doncs, de si el sobirà creia o no oportú crear els seus fills o Thanes del rei (prínceps) o concedir-los altres títols amb autoritat legal real. Encara que estaven qualificats per ser escollits per a la reialesa seguint les lleis del rei Alfred, els Ætheling no tenien cap autoritat legal per dret propi, i encara que de família reial eren súbdits del sobirà.

## Etimologia

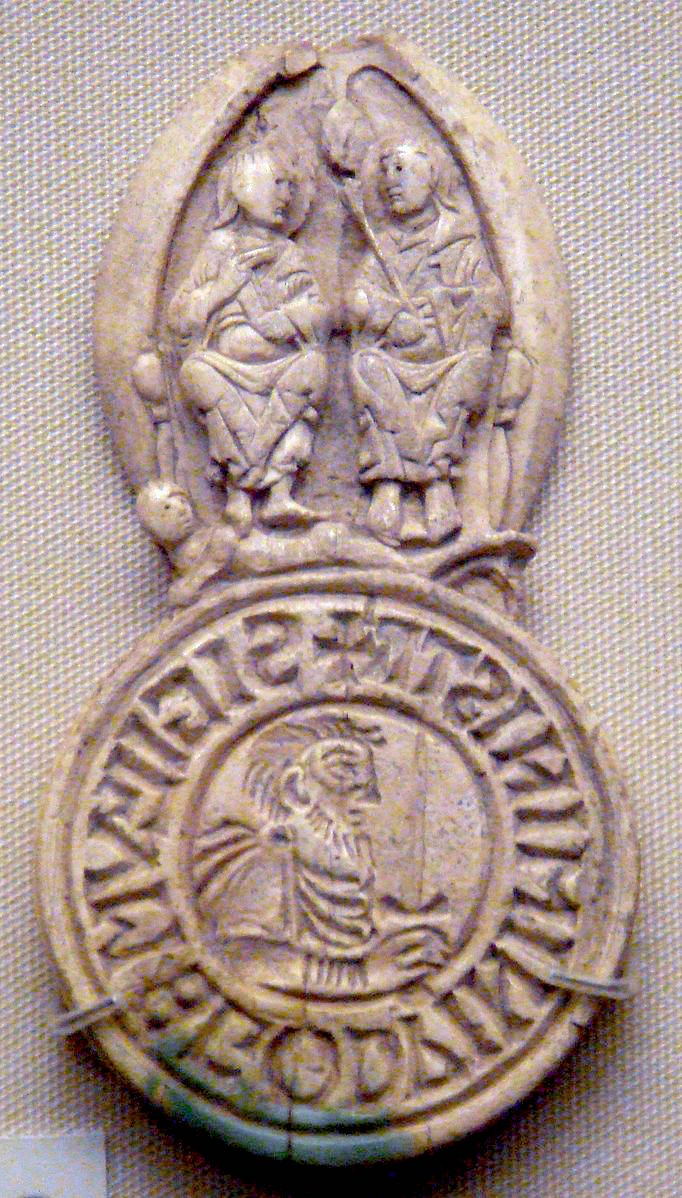
Segell de Godwin el thegn (ministre), primera meitat del. Museu Britànic.

El mot en anglès antic þeġ(e)n (IPA: [ˈθej(e)n], "espasa, assistent, seguici") és cognat amb l'antic alt alemany Degan i nòrdic antic Thegn ("Thane, Franklin, Freeman, home").
El thegn tenia un significat militar, i la seva traducció llatina habitual era miles, que significa soldat, tot i que sovint s'utilitzava ministre. El "Diccionari anglosaxó" descriu un thegn com "aquell que es dedica al servei d'un rei o d'una reina, ja sigui a la llar o al país". Afegeix: "la paraula... sembla anar adquirint progressivament un significat tècnic... que denota una classe, que conté diversos graus", però el que va romandre constant al llarg de tot va ser la seva associació amb el servei militar.
Després de la conquesta normanda d'Anglaterra el 1066, Guillem el Conqueridor va substituir l'aristocràcia anglosaxona per normands, que van substituir la terminologia anterior per la seva. Els coneguts anteriorment com a thegns es van convertir en els barons majors; els vanafords es van fusionar amb els cavallers normands, dels quals formaven la majoria.
Sota els vanafords hi havia homes lliures corrents o noblesa sense títol.
Per sota de la noblesa sense títol, hi havia diversos tipus de classes no lliures.

## Gesith i thegns
El precursor de thegn va ser el gesith, el company del rei o gran senyor, membre de la seva companyonia. El concepte d'associació personal és traçable en totes les aplicacions de gesith; 'thegn' va començar a utilitzar-se per descriure un gesit militar .
Només s'utilitza una vegada a les lleis anteriors a l'època d'Etelstan (vers   895–940), però amb més freqüència a les cartes. Aparentment sense connexió amb la paraula alemanya i holandesa dienen, o servidor, H. M. Chadwick suggereix que "el sentit de subordinació devia ser inherent... des dels primers temps".
A poc a poc es va anar ampliant en el significat i en l'ús, per denotar un membre d'una noblesa territorial, mentre que el thegnat era assolible complint determinades condicions. La noblesa de l'Anglaterra anterior a la conquesta es va classificar segons l'heriot pagat en l'ordre següent: comte, thegn del rei, thegn mitjà. A la societat anglosaxona, un thegn del rei assistia al rei en persona, portant els seus propis homes i recursos. Un thegn "mitjà" no tenia la seva terra directament del rei, sinó a través d'un senyor intermediari.

## Status i classificació

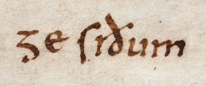
La paraula gesiths, utilitzada a la saga Beowulf

Encara que inferior als ætheling, o d'una família reial, el thegn era superior al ceorl. Chadwick afirma; "Des de l'època d'Æthelstan, la distinció entre thegn i ceorl era l'àmplia línia de demarcació entre les classes de la societat". El seu estatus relatiu es reflectia en el nivell de wergeld, generalment fixat en 1.200 xílings, o sis vegades el del ceorl. Va ser el twelfhynde home de les lleis, a diferència del 't'wyhynde home, o ceorl.
Mentre que alguns van heretar el rang de thegn, d'altres l'han adquirit mitjançant la propietat o la riquesa. Un hide de terra es considerava suficient per mantenir una família; els estats de Geþyncðo; "I si un senyor va prosperar, de manera que tingués cinc hides de la seva pròpia terra, l'església i la cuina, el campanar i el seient de la porta del burh, i un deure especial en la calamarsa del rei, aleshores era digne del seu dret". Això també s'aplicava als comerciants, que "passaven tres vegades sobre l'ample mar pels seus propis mitjans." De la mateixa manera, un thegn reeixit podria esperar convertir-se en un comte.
L'augment del nombre de thegns va produir en el temps una subdivisió de l'ordre. Va sorgir una classe de thegns del rei, corresponent als thegns anteriors, i una classe més gran de thegns inferiors, alguns d'ells thegns de bisbes o d'altres thegns. Un King's Thane és un príncep i una persona de gran importància, que no responia a ningú sinó al rei personalment.
Tenia privilegis especials i ningú, excepte el rei en persona, tenia el dret de jurisdicció sobre un King's Thane, mentre que per una llei de Canut ens assabentem que pagava un heroit més gran que un thegn normal.
La distinció entre els Thanes ordinaris i els Thanes del rei, o els de primera classe, ha estat definida pel folklorista Sir George Laurence Gomme com "un baró, o petit príncep, governant sota el sobirà". Això és anàleg a l'evolució de l'esbirro d'un senyor de la guerra a vassall, un dels grans companys de Carlemany

## Supervivència moderna

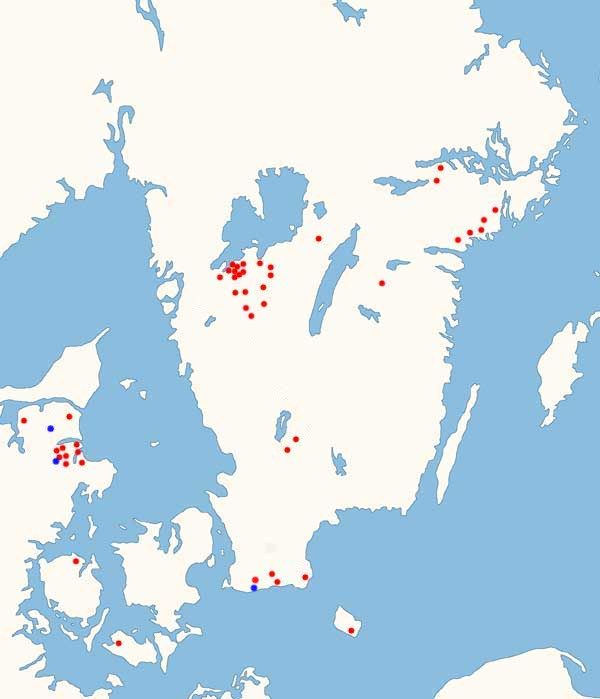
Mapa d'Escandinàvia els punts vermells mostren la ubicació de les pedres rúniques, descrivint el difunt com un thegn. Els punts blaus indiquen pedres que mencionen la posició d'un "drengr" menor.

Tot i que el seu paper exacte no és clar, els dotze majors de la centena van tenir un paper en el desenvolupament del sistema de justícia anglès. Segons una llei d'Aethelred "sembla haver actuat com el comitè judicial del tribunal a efectes d'acusació. Això indica alguna connexió amb el judici amb jurat modern .
A Noruega, i en altres llocs d' Escandinàvia, els membres de la família  Rosensverd (de vegades anomenada Handingman) descendents reials del rei Haakon V encara tenen el títol de King's Thanes, (prínceps) entre els seus altres títols. El rang de Middle-Thane persisteix en el títol modern de comte, del llatí comes.
Durant la darrera part dels segles x i xi a Dinamarca i Suècia, es va fer habitual que les famílies o els companys aixequessin pedres rúniques commemoratives, i aproximadament una cinquantena d'aquestes assenyalen que el difunt era un thegn. Exemples d'aquestes pedres rúnices inclouen Sö 170 a Nälberga, Vg 59 a Norra Härene, Vg 150 a Velanda, DR 143 a Gunderup, DR 209 a Glavendrup i DR 277 a Rydsgård.